# Fauverney
Fauverney település Franciaországban, Côte-d’Or megyében. Lakosainak száma 620 fő (2022. január 1.). Fauverney Chevigny-Saint-Sauveur, Rouvres-en-Plaine, Varanges, Magny-sur-Tille és Neuilly-Crimolois községekkel határos.

## Népesség
A település népességének változása:
| Lakosok száma | 455  | 539  | 580  | 701  | 677  | 665  | 625  | 619  | 619  | 620  |
|               | 1968 | 1982 | 1990 | 2006 | 2013 | 2015 | 2017 | 2019 | 2020 | 2022 |